# Tokio-Marathon 2012
| 6. Tokio-Marathon     | 6. Tokio-Marathon                    |
| --------------------- | ------------------------------------ |
| Stadt                 | Tokio, Japan                         |
| Datum                 | 26. Februar 2012                     |
| Distanz               | 42,195 Kilometer                     |
| Sieger                |                                      |
| Männer                | Michael Kipkorir Kipyego (2:07:37 h) |
| Frauen                | Atsede Habtamu (2:25:28 h)           |
| ← Tokio-Marathon 2011 | Tokio-Marathon 2013 →                |
| Website               | Offizielle Website                   |

Der Tokio-Marathon 2012 (jap. 東京マラソン2012, Tōkyō Marason 2012) war die 6. Ausgabe der jährlich stattfindenden Laufveranstaltung in Tokio, Japan. Der Marathon fand am 26. Februar 2012 statt.
Bei den Männern gewann Michael Kipkorir Kipyego in 2:07:37 h, bei den Frauen Atsede Habtamu in 2:25:28 h.

## Ergebnisse

### Männer
| Platz | Athlet             | Land      | Zeit (h) |
| ----- | ------------------ | --------- | -------- |
| 01    | Michael Kipyego    | Kenia     | 2:07:37  |
| 02    | Arata Fujiwara     | Japan     | 2:07:48  |
| 03    | Stephen Kiprotich  | Uganda    | 2:07:50  |
| 04    | Haile Gebrselassie | Äthiopien | 2:08:17  |
| 05    | Viktor Röthlin     | Schweiz   | 2:08:32  |
| 06    | Kazuhiro Maeda     | Japan     | 2:08:38  |
| 07    | Takayuki Matsumiya | Japan     | 2:09:28  |
| 08    | Hailu Mekonnen     | Äthiopien | 2:09:59  |
| 09    | Takeshi Kumamoto   | Japan     | 2:10:13  |
| 10    | Atsushi Ikawa      | Japan     | 2:11:26  |

### Frauen
| Platz | Athlet                     | Land      | Zeit (h) |
| ----- | -------------------------- | --------- | -------- |
| 01    | Atsede Habtamu             | Äthiopien | 2:25:28  |
| 02    | Yeshi Esayias              | Äthiopien | 2:26:00  |
| 03    | Helena Kirop               | Kenia     | 2:26:02  |
| 04    | Eri Okubo                  | Japan     | 2:26:08  |
| 05    | Tatjana Arjassowa          | Russland  | 2:26:46  |
| 06    | Lishan Dula                | Bahrain   | 2:28:22  |
| 07    | Eyerusalem Kuma            | Äthiopien | 2:28:36  |
| 08    | Kateryna Stetsenko         | Ukraine   | 2:28:38  |
| 09    | Adriana-Cristina Aparecida | Brasilien | 2:29:17  |
| 10    | Sumiko Suzuki              | Japan     | 2:29:25  |